# Giannis Anestis
Giannis Anestis, född 9 mars 1991 i Chalkis, Grekland, är en grekisk fotbollsmålvakt som spelar för Botoșani. Han har även varit uttagen till grekiska landslaget dock utan att få göra sin debut.

## Karriär
Anestis skrev den 26 november 2018 på ett kontrakt med IFK Göteborg till sommaren 2020 efter en misslyckad sejour i den israeliska klubben Hapoel Be'er Sheva. Den 15 november 2019 förlängde Anestis sitt kontrakt fram över 2021. Den 27 november 2021 meddelande Anestis att han inte har för avsikt att förlänga sitt kontrakt med IFK Göteborg och dagen därpå, 28 november 2021 tackades han av på Gamla Ullevi efter en match mot Östersunds FK. Hans sista match med IFK Göteborg spelades den 21 november 2021 mot IK Sirius FK, matchen slutade 3-3.
I december 2021 värvades Anestis av grekiska Panetolikos, där han skrev på ett 1,5-årskontrakt. Den 25 juli 2023 värvades Anestis av cypriotiska Karmiotissa.